# Xanthoparmelia orientalis
Xanthoparmelia orientalis är en lavart som beskrevs av Kurok. Xanthoparmelia orientalis ingår i släktet Xanthoparmelia och familjen Parmeliaceae.   Inga underarter finns listade i Catalogue of Life.